# エウクラテ (小惑星)
エウクラテ (247 Eukrate) は、小惑星帯に位置する大きな小惑星の一つ。表面は暗く、炭素化合物に富んでいる。
1885年3月14日にドイツの天文学者、ロベルト・ルターがデュッセルドルフで発見し、ギリシア神話に登場するネレイデスの一柱にちなんで命名された。